# Mechanics and Advanced Technologies
«Mechanics and Advanced Technologies» — міжнародний науково-технічний академічний журнал, призначений для ознайомлення науковців усього світу з новітніми досягненнями в галузі машинобудування, результатами наукових досліджень та вдосконаленими методами розрахунку і проектування елементів машинобудівних конструкцій.
Видання «Mechanics and Advanced Technologies» є правонаступником збірника «Вісник національного технічного університету України „Київський політехнічний інститут“. Серія машинобудування». [Архівовано 23 серпня 2018 у Wayback Machine.]
Прийняті статті публікуються в наступних розділах:
- Механіка
- Прогресивна техніка і технології машинобудування
- Авіаційна та ракетно-космічна техніка
- Статті на замовлення редакції.

### Галузь та проблематика збірника
• Математичні та комп'ютерні моделювання поведінки технічних систем зокрема авіаційної техніки та енергомашинобудування при статичних і динамічних термосилових навантаженнях, їх надійністю та довговічністю. Вивченням закономірностей, динамічних процесів, напруженого стану і міцності машин методами механіки та чисельної математики;
• Особливості застосування технологій супроводження життєвого циклу машин, приладів, конструкцій від проєктування і виробництва до експлуатації;
• Сучасні методи проектування технологічних процесів машинобудівного виробництва, програмування та обслуговування верстатів з числовим програмним керуванням, робототехнічних комплексів, у тому числі вивчення сучасних пакетів автоматизованого проектування;
• Сучасні знання з технологічної механіки пластичного формоутворення конструкцій, розрахунку та комп'ютеризованого проектування технологічних процесів з металів, пластмас та композиційних матеріалів в наукомісткий машинобудуванні, а також інтегрованими технологіями прискореного дрібносерійного виробництва (Rapid Tooling);
• Нові методи формоутворення конструкцій з шаруватих, волокнистих, порошкових, наноструктурних композиційних матеріалів, основами технологічної механіки композиційних матеріалів, систем технологій проектування, виготовлення, випробування та утилізації конструкцій з композитів на металевій основі, порошкових та наноструктурних матеріалів;
• Нові знання з організації виробництва, випробування та експлуатації виробів спеціального призначення — зразків стрілецького та артилерійського озброєння, засобів захисту людини та техніки;
• Сучасні технологічні процеси та системами фізико-технічної обробки, зокрема технології обробки матеріалів та синтезу виробів складної конфігурації з використанням концентрованих джерел енергії: лазерного та електронного променю, електричного розряду, плазми, ультразвуку, електрохімічних процесів, магнітного поля, комбіновані та гібридні процеси;
• Нові знання механіки, гідравліки, гідроаеромеханіки, теорії автоматичного керування, комп'ютерного проектування та конструювання, багатофункціональних та адаптивних гідравлічних та пневматичних пристроїв і систем;
• Нові особливості процесів в патологічних тканинах людини, способам та обладнанню їхньої діагностики та лікування, новому лазерному обладнанню, системам транспортування, фокусування, формування лазерних пучків з заданим розподілом при різних процесах.

### Контакти
Національний технічний університет України «Київський політехнічний інститут імені Ігоря Сікорського» Україна, 03056 Київ-56, пр. Берестейський 37, корпус 1